# 井筒和幸
井筒 和幸（いづつ かずゆき、1952年12月13日 - ）は、日本の映画監督、映画評論家。
奈良県出身。井筒プロダクション 所属。代表作に『二代目はクリスチャン』『犬死にせしもの』『のど自慢』『パッチギ!』など、幅広いジャンルの作品で人気を集める。テレビ、ラジオのコメンテーターとしても活動する。
映画監督のみならず映画評論家しても活動しており、それ故にテレビ出演も多く評論の場においても映画監督としての過去の活動経験と立場を生かし、ジャンルや製作国を問わず映画監督や製作者、スタッフ、キャストの視点にも立った厳し目の映画批評を時折することもで知られている。

## 来歴

### 映画監督として
アメリカン・ニューシネマに傾倒し、奈良県立奈良高等学校 時代から8ミリと16ミリ映画の製作を行っており、1975年に友人と映画制作グループ「新映倶楽部」を設立する。
1975年にピンク映画『行く行くマイトガイ 性春の悶々』を初監督（「ゆけゆけマイトガイ性春の悶々」に後に改題。「井筒和生」名義）。なかでも「ゆけゆけマイトガイ性春の悶々」は当時特にヒットしなかったがフィルムの原本が東京国立近代美術館のフィルムセンターに収蔵されており、井筒本人が有名になった後にソフト化されている。上京後もピンク映画を撮り続け、そのうちのひとつである『色情女狩り』から「井筒和幸」名義となる。並行して関西の情報誌「プレイガイドジャーナル」にコラムを執筆。
1981年、初の一般映画『ガキ帝国』（「プレイガイドジャーナル」がプロデュースしたATG映画）がヒットし、日本映画監督協会新人奨励賞を受賞。その後『赤い復讐 暴姦』を最後にピンク映画から遠ざかる。
『ガキ帝国』のヒットを受け、同1981年のうちに続編『ガキ帝国 悪たれ戦争』を制作。公開終了後にモスバーガー側から映画のモスバーガー店舗や店員の描写が、同社のイメージを著しく損ねていると抗議。以後、一度だけの例外を除いて劇場で上映をされることはなく、テレビ放送、ソフト化も行われていない。作中で「この店のハンバーガーは猫の肉や」と馬鹿にするシーンがあるため、モスバーガー側が抗議したと巷間では言われた。ただし実際の映画にはそのセリフはない。
1983年には、あだち充原作の漫画『みゆき』の監督を打診され引き受けるが「電車内で初めて読んだ原作の内容の無さに呆れて本を放置した」と述べている。仕事を続けるものの撮影前のカット割をしているうちに鬱状態となる。精神科医から「仕事のストレスでの離人症のため、最低2ヶ月の療養が必要」と診断されるが、撮影は3日延期したのみで開始。抗鬱剤を大量に飲みながら監督をつとめ作品を完成させた。その後病気は嘘のように治ったという。
1991年9月、大作『東方見聞録』の撮影中にエキストラの俳優を死亡させる事故を起こす（詳細は下記#映画撮影中の死亡事故を参照）。
1996年公開『岸和田少年愚連隊 BOYS BE AMBITIOUS』では、関西出身の監督らしく大阪の土着的な風景をフィルムに定着することに成功し、ブルーリボン賞作品賞を受賞した。その後1999年『のど自慢』や2003年『ゲロッパ!』などを制作。
2005年『パッチギ!』はザ・フォーク・クルセダーズの「イムジン河」をテーマに、在日朝鮮人と日本人の高校生どうしの抗争と恋愛を描いたもの。2度目のブルーリボン賞作品賞のほか、多くの映画賞を受賞した。
2008年『TO THE FUTURE』は、朝日放送新社屋完成記念 Theショートフィルムズと題して、7月12日から21日まで新社屋の新・ABCホールにてオムニバス形式で上映された短編映画。近年こどもを取り巻く環境下においてクローズアップされているモンスターペアレントをテーマに、現代社会に蔓延する問題を描いた作品。タイトルはターミナルで偶然見かけた自衛隊のポスターからヒントを得たという。
2010年『ヒーローショー』では、第25回高崎映画祭最優秀監督賞を受賞（『ゲゲゲの女房』鈴木卓爾監督と同時受賞）。
2012年『黄金を抱いて翔べ』を監督。原作は高村薫のデビュー作であるサスペンス小説。舞台となった大阪の各所でロケを行った。
2012年『黄金を抱いて翔べ』では、第27回高崎映画祭最優秀監督賞を受賞（『夢売るふたり』西川美和監督と同時受賞）

#### 映画撮影中の死亡事故
1991年9月22日、井筒が監督を務める映画『東方見聞録』の撮影中に、エキストラとして出演していた当時21歳の俳優・林健太郎がロケ現場である静岡県駿東郡小山町上野で溺死する事故が発生した。この現場には滝つぼに落ちるシーンの撮影のため、川の流れを利用した水深2メートルの大がかりなセットが組まれていた。林は総重量約8kgの鎧を着用し「若武者が殺され死体となって滝つぼに浮く」というシーンのリハーサル中、増水していた流れにのまれ水中に沈み意識不明の重体となり病院へ運ばれたが翌日死亡した。滝つぼにはダイバーが1人待機していたが水の濁りがひどく気付くのが遅れ、助け上げるまでに3分から5分ほどかかったという。同年11月、遺族が業務上過失致死罪で告訴。演技上の安全を確保する義務を怠ったとして井筒と助監督が書類送検された。
事故後も撮影は続行されたが、事故が報じられて社会問題となり1992年5月18日に予定されていた公開は中止された。この影響が大きく製作会社であるディレクターズ・カンパニーは1992年に倒産。事故死したエキストラの遺族が起こした裁判で井筒側は敗訴、遺族への補償金3000万円以上は井筒が支払うこととした。
井筒は1993年に仙頭武則の依頼により『突然炎のごとく』で監督業に復帰。『東方見聞録』は1993年8月1日にビデオ発売された。

### 映画評論家として
1990年代半ばから映画評論家およびタレントとしての活動も増え、テレビやラジオのバラエティ番組や情報番組への出演、執筆活動のほか映画評論や政治論評、自身の歴史観の、主張等を行うようになった。

## 人物

### 敬愛する映画人や作品
アメリカ
- 『大脱走』や『荒野の七人』『パピヨン』『栄光のル・マン』などの名作で知られるスティーブ・マックイーンの大ファンであり、少年時代から敬愛している。著書で『砲艦サンパブロ』（初めて映画館で見たマックイーン映画）の評を書いた際に「『スティーブ・マックイーン』という名は「女王の息子」という意味があるらしいが、マックには「女王の息子」というスノッブな役柄は似合いそうにない。だが、そんなところが大好きだ。」と書き[13]、「マック」という独自の愛称でスティーブ・マックイーンの事を呼んでおり、ネット連載で『ブリット』と『ジュニア・ボナー/華麗なる挑戦』を取り上げた際も「マック」と呼んでいる[14][15]。マックイーンと同じくクリント・イーストウッドを敬愛している[16][17]。
- 俳優やアイドル評論家に映画評論家としても活躍しているラッパーの宇多丸ラジオ番組『ライムスター宇多丸のウィークエンド・シャッフル』にゲスト出演した時には、高村薫原作の自身の監督作『黄金を抱いて翔べ』に影響を与えた犯罪映画（フィルムノワール）の名作5作品として、前述のペキンパー＆マックイーンの『ゲッタウェイ』[18]にドン・シーゲル『突破口!』、ウォルター・ヒル『ザ・ドライバー』とダリル・デューク『サイレント・パートナー』の５作の中で4作品のアメリカ映画を選び、（サイレント～は正確にはカナダ映画）語り、とりわけ井筒はシーゲル『突破口!』と共にペキンパー『ゲッタウェイ』を「今でも年に2、3回は見ますね」と発言[19]。シーゲル『突破口!』と自身の監督作品『黄金を抱いて翔べ』はネット連載コラム『映画は喧嘩じゃ！』でもコラムを書いている[20][21]。また同連載でアル・パチーノ主演の社会派娯楽映画の巨匠シドニー・ルメット監督による実在の銀行強盗事件が題材の社会派サスペンス『狼たちの午後』も取り上げている[22]。コーエン兄弟の『ノーカントリー』を絶賛[23]。
- 前述のとおりアメリカン・ニューシネマに傾倒している井筒だが、その中でも『雨のなかの女』や『ゴッドファーザー』『アウトサイダー』などで知られるフランシス・フォード・コッポラに最大の賛辞を捧げることが多く[24]、とりわけ『ゴッドファーザー』『ゴッドファーザー PART II』の二部作を大絶賛している[25][26][27]。コッポラ作でないが、ゴードン・ウィリスカメラの『夕陽の群盗』をニュー西部劇と絶賛し、同時期に見た、アメリカ南部の田舎で、いがみあっていた二つの家族が結果として殺しあう『ロリ・マドンナ戦争』という実録ニューシネマを「名優ロッド・スタイガーやロバート・ライアンの存在感は味があった」と評している。[28]

ヨーロッパ
- 前述の宇多丸トークでジャン・ギャバン主演のジャック・ベッケルのフランス映画の名作『現金に手を出すな』のも選び、ジョゼ・ジョヴァンニ原作＆脚色のベッケル遺作穴やジョバンニ監督掘った奪った逃げたもこう評価している[29]
- ヨーロッパの戦争映画ではイタリア映画の『アルジェの戦い』[30] や、アラン・ドロン主演『冒険者たち』や『若草の萌える頃』『ラムの大通り』などで知られるロベール・アンリコ監督によるフランス映画の名作反戦映画『追想』[31]『パリは燃えているか』をドイツ軍を降伏に追い込んで、パリを解放させたレジスタンスたちの激しい戦いの名作[32] と絶賛している。

日本
- 深作欣二監督の笠原和夫 (脚本家) 脚本菅原文太主演の仁義なき戦いシリーズを見て監督になったと公言するほど[33]。[34]同シリーズに傾倒しており、深作特集の映画祭で黒沢清と阪本順治と共にゲストに招かれた際には、シリーズ第二作で北大路欣也と千葉真一が実質上の主人公の第二作の仁義なき戦い 広島死闘篇をリクエストし上映後に深作とトークを行った[35]。第三作仁義なき戦い　代理戦争と第４作仁義なき戦い　頂上作戦では眉毛を落として出演した梅宮辰夫の存在感を絶賛[36]。
- 大映映画では勝新太郎と田宮二郎の名コンビ悪名シリーズ、『眠狂四郎』の市川雷蔵、女優・若尾文子、溝口健二巨匠のファン[37]。『悪名』シリーズ新旧3本立てを見て、上田吉二郎さんと藤田まことを追って、『悪名十八番』（68年）が印象的だと書く[38]。

### 批判している映画人や作品
- 『ドラえもん 新・のび太の日本誕生』の鑑賞の際に「子供ら全員が息を呑んで心配している最中、小生一人だけ声を出して笑ったら、ドラえもんの鑑賞マナーに違反したみたい。幼児らとママさんにジャイアンの目で睨み返されて、思わずビビりました」「（ドラえもんがギガゾンビに話した台詞）お前がこの過去に君臨しようとも正しい歴史には勝てないんだと良いことを言う。ママさん、意味分かったかな？」と述べた[39]。
- 『SAYURI』について、2005年12月24日、テレビ朝日の「虎の門」において「スピルバーグなんて最低」「日本人芸者の役に中国人(チャン・ツィイー)を配役するなんて異常だ」と批判した[40][41]。
- 『ALWAYS 三丁目の夕日』について、同作品が最優秀作品賞を受賞した第29回日本アカデミー賞授賞式後に「初めて見たが学芸会もいいとこ、4コマ漫画もいいとこで、こんなゲテモノがアカデミー12冠だったのかと改めて喫驚した」と論評した[42]。
- 『永遠の0』について、2014年1月16日、「井筒とマツコ 禁断のラジオ」で百田尚樹原作の映画を「見たことを記憶から消したくなる映画」「特攻隊を美談にしている」と批判した[43]。
- 『スターウォーズ』シリーズは、オタクと変人向けの映画と評し、興行的な成功を収めていることに憤りを感じている。2016年に日本公開された『スター・ウォーズ/フォースの覚醒』についても、公開前から「フォース、フォースとアホの一つ覚えや（笑）。何でもフォースで解決って、新興宗教かって！」と批判している[44]。
- 『シン・ゴジラ』については話の展開についていくことができず、40分で視聴を断念している[45]。
- 『君の名は。』については未見であるが、日本映画で興行2位の成績をあげたことについて「あんなオタクのオナニー動画を、1000万人が観るようになったら、オレは終わりやと思うけどね。あれは「映画」ちゃうから。」と評している[45]。
- インティマシー・コーディネーターについて、「もっと作品の質を落としそうな、冗談みたいなこと」「日本の映画現場でも、滑舌もロクにできないが売れ筋の女優さまが『性技お目付け役』を同行させ、監督にイチャモンをつけさせるかもだ」と主張している[46]。

### 政治・歴史的主張
- 2005年暮れに出演したテレビで、愛国心について「わざわざ憲法に明文化する必要などない」と発言したところ、同時に出演していた評論家の三宅久之に「愛国心のない人間なんぞは、この日本に住む理由もない。日本から出て行ったらいいんだ」と言われ、「そんなのはクソ理論でしょ。そういう考えが一番コワイことなんです」と反論した。また、この時のことを振り返って「あれがスタジオでなくて街頭でなら、パッチギ（頭突き）3発は食らわしてたところだった。テレビの生放送中にそんな暴力をやらかしたらヤバいし、でも無性にドツき回したいし、どうしたもんかと体中の血管もシャーベット状になりかけるわ、久しぶりにキレそうだった」と自身が連載するスポーツ紙のコラムに記している[47]。
- 「日本の政治家はコスタリカを見習えよ。軍を廃止して、丸裸の国ですよ」と日本の防衛体制として非武装中立を主張している[48]。
- 在日韓国・朝鮮人については「日本に取り残されて生まれた」人々で在日韓国・朝鮮人一世は「労働力や徴兵のために強制的に日本に連れて来られてきた人たち」とし、「ちゃんと日本国民の権利を取得させて、必要な人には補償もして、日本国民と平等に」すべきで「それが本当の謝罪」と主張している[49]。また井筒はかつて北朝鮮について好意的ないし理解を示す発言をした事もあった[要出典]が、金正日が死去した際にはアサヒ芸能誌上の連載[要文献特定詳細情報]で「北朝鮮はアホな国や。」「北朝鮮は恐ろしい国や。」と一転して批判している。
- 若者の雇用問題について、NHKの特番にて「家族のもとに帰れば、何か頼りになることがあるはず」「もうちょっと身近な人を探す、そこの関係性、そういう人たちとコネクトして行くこと」「職を探すよりね、人を探せっていう」と発言した[50]。
- 平和安全法制に反対している[51]。
- 角田房子の記した小説『閔妃暗殺―朝鮮王朝末期の国母』について、週刊新潮の「私の名作ブックレビュー」でこの本を取り上げて日本がいかに朝鮮で悪いことをしたかを述べ「その生々しさ、血腥さを、いまは誰も知らない」と寄稿している[52]。

## 受賞歴
- 第22回（1981年）日本映画監督協会新人奨励賞（『ガキ帝国』）
- 第29回日本アカデミー賞 優秀監督賞（『パッチギ!』）
- 第79回キネマ旬報ベスト・テン 日本映画監督賞（『パッチギ!』）
- 第27回ヨコハマ映画祭 監督賞（『パッチギ!』）
- 第20回（2006年）高崎映画祭 最優秀監督賞（『パッチギ!』）
- 第25回（2011年）高崎映画祭 最優秀監督賞（『ヒーローショー』）
- 第27回　 (2012年）高崎映画祭 最優秀監督賞（『黄金を抱いて翔べ』）

## 作品

### 映画（作品）

#### 主な監督作品
井筒和生 名義
- 『ゆけゆけマイトガイ 性春の悶々』（1975年、新映倶楽部（#）組[53]・三上寛 茜ゆう子 橘ルミ子）
- 『熱くて深い交わり 肉色の海』（1978年、新東宝・北京一 大賀美津子 城あけみ）
- 『暴行魔・真珠責め』（1979年、新東宝・池内琢磨 高橋章代 反口博子）
- 『足の裏から冥王まで』（1979年、竹馬企画/フィルムジャック・劇団日本維新派）- ドキュメンタリー映画
- 『僕と隠岐島号』（1979年、極東TMプロ・港雄一） - 教材映画
- 『女教師 覗かれた暴行現場』（1980年、大蔵映画・港まゆみ 沢木ミミ 青野梨麻）

井筒和幸 名義
- 『色情女狩り』（1981年、ミリオン・上野淳 紗貴めぐみ 亜希いずみ）
- 『ガキ帝国』（1981年、ATG/プレイガイドジャーナル・島田紳助 松本竜介 趙方豪）
- 『ガキ帝国 悪たれ戦争』（1981年、東映/徳間書店・豪田遊[54]=趙方豪 谷山衣枝 清水昭博 北野誠)
- 『赤い復讐 暴姦』（1982年、ミリオン・沢木美伊子 下元史郎 大杉漣）
- 『みゆき』（1983年、東宝/キティ・フィルム、永瀬正敏 宇沙美ゆかり 三田寛子）
- 『晴れ、ときどき殺人』（1984年、角川春樹事務所、渡辺典子 太川陽介 松任谷正隆）
- 『（金）（ビ）の金魂巻』（1985年、にっかつ・九十九一 小林まさひろ 大門正明）
- 『二代目はクリスチャン』（1985年、角川春樹事務所、志穂美悦子 岩城滉一 山村聡）
- 『犬死にせしもの』（1986年、松竹、真田広之 佐藤浩市 安田成美）
- 『危ない話』第一話「ツタンカーメン王の呪い」（1989年、CBSソニーグループ・竹中直人）
- 『宇宙の法則』（1990年、プロジェクト・アルシェ・古尾谷雅人 横山めぐみ 鳥越マリ）
- 『東方見聞録』（1993年ビデオ発売、ディレクターズ・カンパニー・緒形直人 設楽りさ子 柴俊夫）
- 『日本一の悪女? 雅美のパワーオブラブ』（1993年、JVD・大林雅美 エド山口) - オリジナルビデオ
- 『罪と罰 ドタマかちわったろかの巻』（1994年、ビッグウエスト/ヒーロー・間寛平 坂上香織 古尾谷雅人）
- 『突然炎のごとく』（1994年、WOWOW/ヒルヴィラ・坂上香織 小木茂光 山本太郎）
- 『岸和田少年愚連隊 BOYS BE AMBITIOUS』（1996年、松竹/吉本興業・矢部浩之・岡村隆史（ナインティナイン）、大河内奈々子）
- 『さすらいのトラブルバスター』（1996年、松竹/日本テレビ放送網・鹿賀丈史 久本雅美 村田雄浩）
- 『のど自慢』（1999年、シネカノン/東宝/日活/ポニーキャニオン・室井滋 尾藤イサオ 小林稔侍）
- 『ビッグ・ショー! ハワイに唄えば』（1999年、シネカノン/東宝/日活・室井滋 尾藤イサオ 竹内結子）
- 『ゲロッパ! GET UP!』（2003年、シネカノン/電通/ハピネット・ピクチャーズ/グッドニュー/メモリーテック/アーティストフィルム・西田敏行 常盤貴子 山本太郎）
- 『パッチギ!』（2005年、シネカノン/ハピネット・ピクチャーズ/衛星劇場/メモリーテック/S・D・P・塩谷瞬 高岡蒼佑 沢尻エリカ）
- 『パッチギ! LOVE&PEACE』（2007年、シネカノン/ハピネット/SHOWBOX/読売テレビ/メモリーテック/エイベックス・エンタテインメント/TOKYO FM・井坂俊哉 中村ゆり 藤井隆）
- 『TO THE FUTURE』（2008年、朝日放送・光石研） - オムニバス映画
- 『ヒーローショー』（2010年、吉本興業/角川映画）
- 『黄金を抱いて翔べ』（2012年、「黄金を抱いて翔べ」製作委員会[55]）
- 『無頼』（2020年、チッチオフィルム）

#### 監督以外での参加作品
- 『TATTOO＜刺青＞あり』（プロデューサー、1982年、国際放映/高橋プロダクション/ATG・宇崎竜童 関根恵子）
- 『風、スローダウン』（監修、1991年、吉本興業/テレビ大阪/日映エージェンシー/ディレクターズ・カンパニー・石田靖 五十嵐いづみ 長原成樹）
- 『クレイジー・コップ 捜査はせん!』（監修、1995年、タキコーポレーション/ジャックポット・間寛平 小松みゆき 大竹まこと）
- 『Sadistic Mica Band』（監修、2007年、ジェネオン エンタテインメント/シネカノン・木村カエラ 加藤和彦）

### テレビドラマ
- 3番テーブルの客（1996年、フジテレビ）

### 舞台

#### 舞台演出
映画監督のほか、自らの映画作品を原作とした舞台の演出も手がけている。
- パッチギ!（総合演出、2009年12月・山本裕典・石黒英雄・三倉佳奈）
- 音楽喜劇「のど自慢」～上を向いて歩こう～（監修と演出、2017年6月 - 8月・森昌子・河合郁人）

## 出演

### 現在出演中の番組

#### テレビ
- スカパー!映画部 presents 井筒和幸のホメシネ（スカパー!プロモ・e2プロモ・スカチャン・スカチャンHD）
- 井筒和幸の企業探訪 もうかりまっか？（テレビ埼玉）

#### 配信番組
- 井筒和幸の無頼日記（鳥越アズーリFM、2021年1月10日 - ）※インターネットTV型ラジオ

#### CM
- 近畿ろうきん（近畿労働金庫）
- CR宇宙戦艦ヤマト2（株式会社藤商事）
- クリアアサヒ（アサヒビール株式会社）
- 志摩スペイン村

### 過去の出演番組

#### テレビ
- ズームイン!!SUPER（日本テレビ）※投稿ビデオ大賞の審査委員長を務める
- ピンポン!（TBS）
- きょう発プラス!（TBS）
- ガチンコ!（TBS）※「ガチンコ女優学院」（2000年）
- THE・サンデー （日本テレビ）
- ぐるぐるナインティナイン（日本テレビ）
- どっちの料理ショー（讀賣テレビ）
- 爆笑問題のバク天!（TBS）
- 虎の門 （テレビ朝日）
- プライスバラエティ ナンボDEなんぼ（関西テレビ）
- いい旅・夢気分 （テレビ東京）
- 浜ちゃんが!（読売テレビ）
- 土曜スペシャル（テレビ東京）
- かんさい情報ネットTen!（読売テレビ）※木曜日レギュラー出演で、2011年3月末まで
- 探検バクモン（NHK）
- プロジェクト2030（NHK）
- アートエンターテインメント 迷宮美術館（NHK）※キュレーターとしてのイレギュラー出演
- U型テレビ（北海道文化放送）※水曜日レギュラー出演、2012年3月末まで
- 初森ベマーズ
- ワイド!スクランブル（テレビ朝日）※水曜日レギュラー出演、2017年3月末まで
- 派手〜ずナイト（北海道テレビ放送）
- ちちんぷいぷい（毎日放送）※月一回程度出演
- タモリ倶楽部（テレビ朝日）

#### インターネット配信
- すすめ！ボイカンメン (HIROPRO EP:今井まこと) FRESH! 2016年9月

#### ラジオ
- 井筒和幸の土曜ニュースアドベンチャー （ニッポン放送）2002年7月 - 2005年3月
- ブジオ! （TBSラジオ）※火曜日担当
- CUT BACK（α-STATION）2006年4月 - 10月
- GEO@チャンネル presents シネラバ（TOKYO FM）
- Kakiiin（TBSラジオ）
- 井筒とマツコ 禁断のラジオ （文化放送）2011年4月 - 2014年9月
- おはよう寺ちゃん 活動中 （文化放送） 金曜日レギュラーコメンテーター

#### CM
- 電気掃除機・隼（松下電器産業）
- Terios Lucia（ダイハツ工業）
- アテンザ（マツダ株式会社）
- 味の素 うまいシリーズ（味の素株式会社）
- きき湯（株式会社ツムラ）
- 料金プランファミリーズ（ツーカーセルラー東海）
- リビエール（シチズンホールディングス）

#### 映画（出演）
- 台風クラブ（1985年・相米慎二監督）
- マークスの山（1995年・崔洋一監督）
- バレット・バレエ（2000年・塚本晋也監督）
- sWinGmaN（2000年・前田哲監督）
- 男たちの墓標 事件屋稼業（2000年・小笠原直樹監督）
- 新・刑事まつり〜一発大逆転（2003年・大森立嗣監督「よいこのでか」）

## 著書

### 単著
- あの娘をペットにしたくって 双葉社, 1986.9
- 宇宙の法則 リクルート出版, 1990.1
- アメリカの活動写真が先生だった 小学館, 1998.12
- こちトラ自腹じゃ ワニマガジン社, 2002.11
- 小説ゲロッパ! ソニー・マガジンズ, 2003.8
- アホか、お前ら! 徳間書店, 2004.2
- 虎の門井筒和幸のこちトラ自腹じゃ! 101本斬り テレビ朝日コンテンツ事業部, 2004.12
- サルに教える映画の話 バジリコ, 2005.10
- 民族の壁どついたる! 河出書房新社, 2007.5. -- (14歳の世渡り術)
- ガキ以上、愚連隊未満。ダイヤモンド社, 2010.5

### 共著
- 大阪オールスターズ編「大阪呑気大事典」（JICC出版局 1988.8）
  - 大阪の様々なキーワードをコラム形式で紹介する本。多数の項目を執筆している（編集：チャンネルゼロ）。
- 井筒和幸・井上ひさし・香山リカ・姜尚中・木村裕一・黒柳徹子・猿谷要・品川正治・辛酸なめ子・田島征三・中村哲・半藤一利・児島嘉夫・ピーコ・松本侑子・美輪明宏・森永卓郎・吉永小百合・渡辺えり子『憲法を変えて戦争に行こう—という世の中にしないための18人の発言』岩波書店〈岩波ブックレット〉、2005年。ISBN 4-00-009357-6。
- 愛、平和、パッチギ!（李鳳宇との共著） 講談社, 2007.5
- 豊かで複雑な、僕たちのこの世界（森達也の対談集に対談者として参加） 作品社, 2007.8
- それぞれの韓国そして朝鮮（姜尚中, 磯崎新, 黒田福美, 澤地久枝, 筑紫哲也, 中井信介, 浜美枝, 雅, 梁英姫, リービ英雄との共著） 角川学芸出版, 2007.12

### 連載
2024年9月まで、アサヒ芸能に「井筒監督の毒舌ストレート時評 アホか、お前ら！」を連載していた。その後2024年10月より週刊大衆で、ほぼ同趣旨の内容である「どないやねん、こらっ」の連載を開始した。